# Alexandra Hedrick
Alexandra Wray Hedrick (ur. 19 lutego 1999) – amerykańska zapaśniczka walcząca w stylu wolnym. Złota medalistka mistrzostw panamerykańskich w 2019. Czwarta w Pucharze Świata w 2022. Trzecia na MŚ U-23 w 2022 roku.
Zawodniczka Bella Vista High School i Simon Fraser University